# Casa al carrer del Castell, 2-4 (Riba-roja d'Ebre)
La casa al Carrer Castell, 2-4 és un edifici de Riba-roja d'Ebre (Ribera d'Ebre) inclòs a l'Inventari del Patrimoni Arquitectònic de Catalunya. Situat entre carrer Castell i el carrer de la Pena. Edifici cantoner dividit verticalment en dos habitatges. Consta de planta baixa, pis i golfes, i té la coberta a dues vessants amb el carener paral·lel a la façana. La façana es compon de dos eixos, oberts amb dos portals, el principal d'arc de mig punt adovellat, amb una orla decorativa a la clau on hi ha inscrit l'any "1771". L'altre portal és d'arc escarser arrebossat. La resta d'obertures són d'arc pla arrebossat, les del primer pis amb sortida a un balcó de baranes forjades i ampit motllurat. El ràfec està acabat amb una imbricació ceràmica. A la façana del carrer de la Pena hi ha dos portals tapiats, d'arc de mig punt ceràmic i brancals de pedra. L'acabat exterior és de restes de l'arrebossat original, entre els que s'oberva el parament de pedra lligada amb argamassa, excepte la façana lateral, arrebossada amb pòrtland. Els angles cantoners presenten carreus escairats vistos.